# Hongō-sanchōme (métro de Tokyo)
Hongō-sanchōme (本郷三丁目駅, Hongō-sanchōme-eki) est une station du métro de Tokyo sur les lignes Marunouchi et Ōedo dans l'arrondissement de Bunkyō à Tokyo. Elle est gérée conjointement par les compagnies Tokyo Metro et Toei.

## Situation sur le réseau
La station Hongō-sanchōme est située au point kilométrique (PK) 18,6 de la ligne Marunouchi et au PK 7,6 de la ligne Ōedo.

## Histoire
La station a été inaugurée le 20 janvier 1954 sur la ligne Marunouchi. La ligne Ōedo y arrive le 12 décembre 2000.

## Services aux voyageurs

### Accès et accueil
La station est ouverte tous les jours.
En moyenne en 2015, 53 702 voyageurs ont fréquenté quotidiennement la station côté Tokyo Metro et 20 245 voyageurs côté Toei.

### Desserte
- Ligne Marunouchi :
  - voie 1 : direction Ogikubo
  - voie 2 : direction Ikebukuro
- Ligne Ōedo :
  - voie 1 : direction Tochōmae
  - voie 2 : direction Ryōgoku

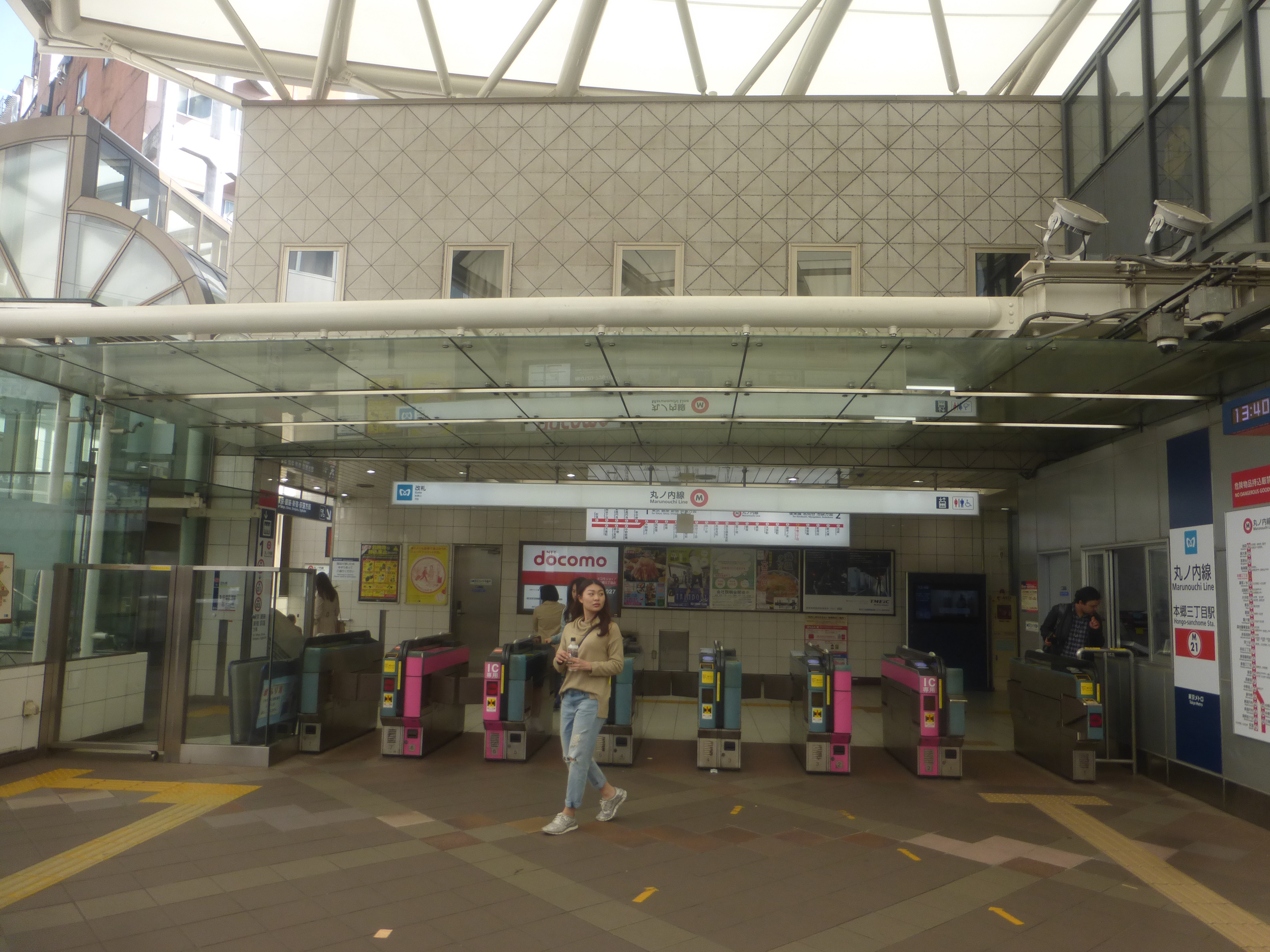
ligne de contrôle
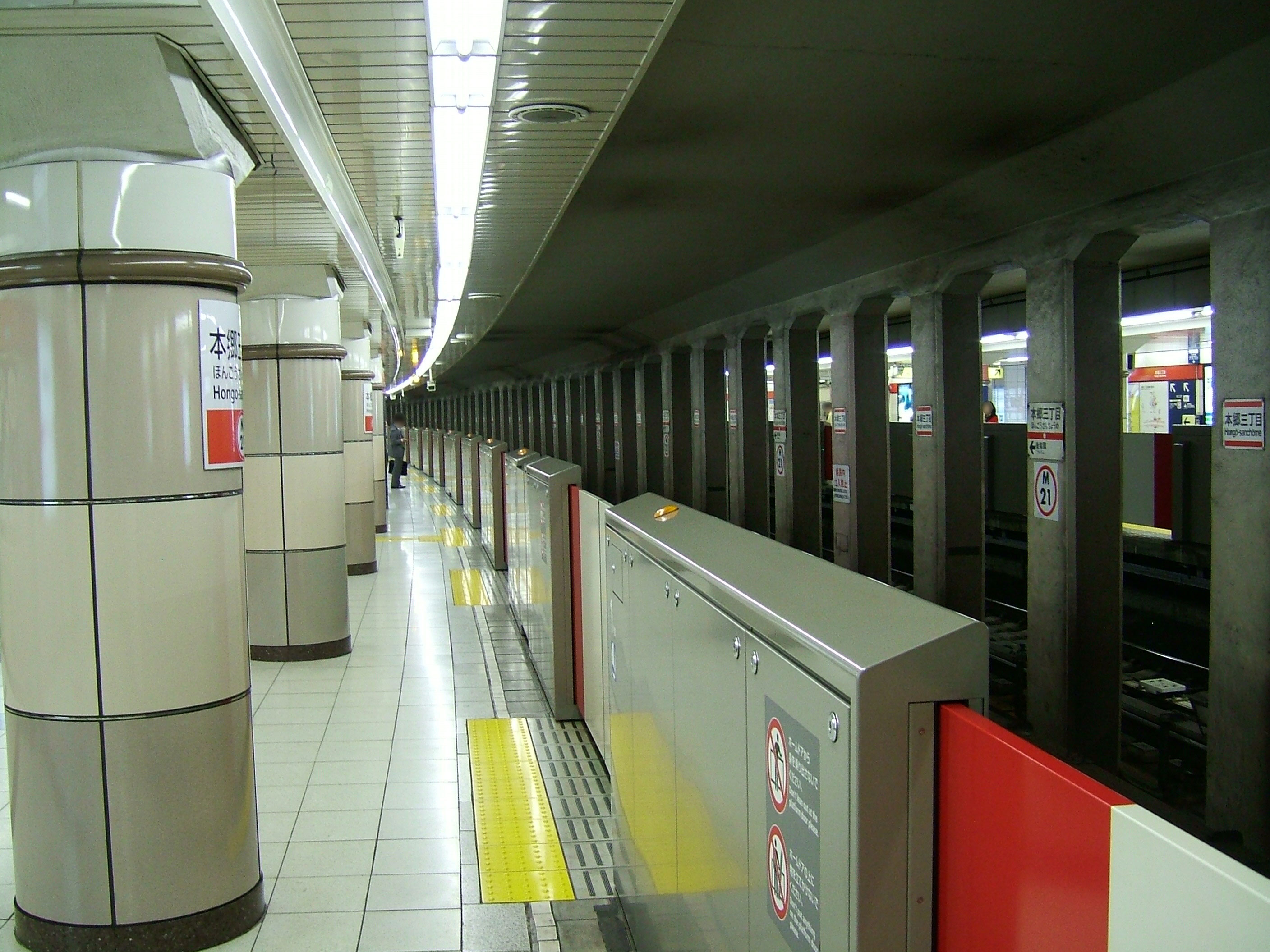
Quais de la ligne Marunouchi
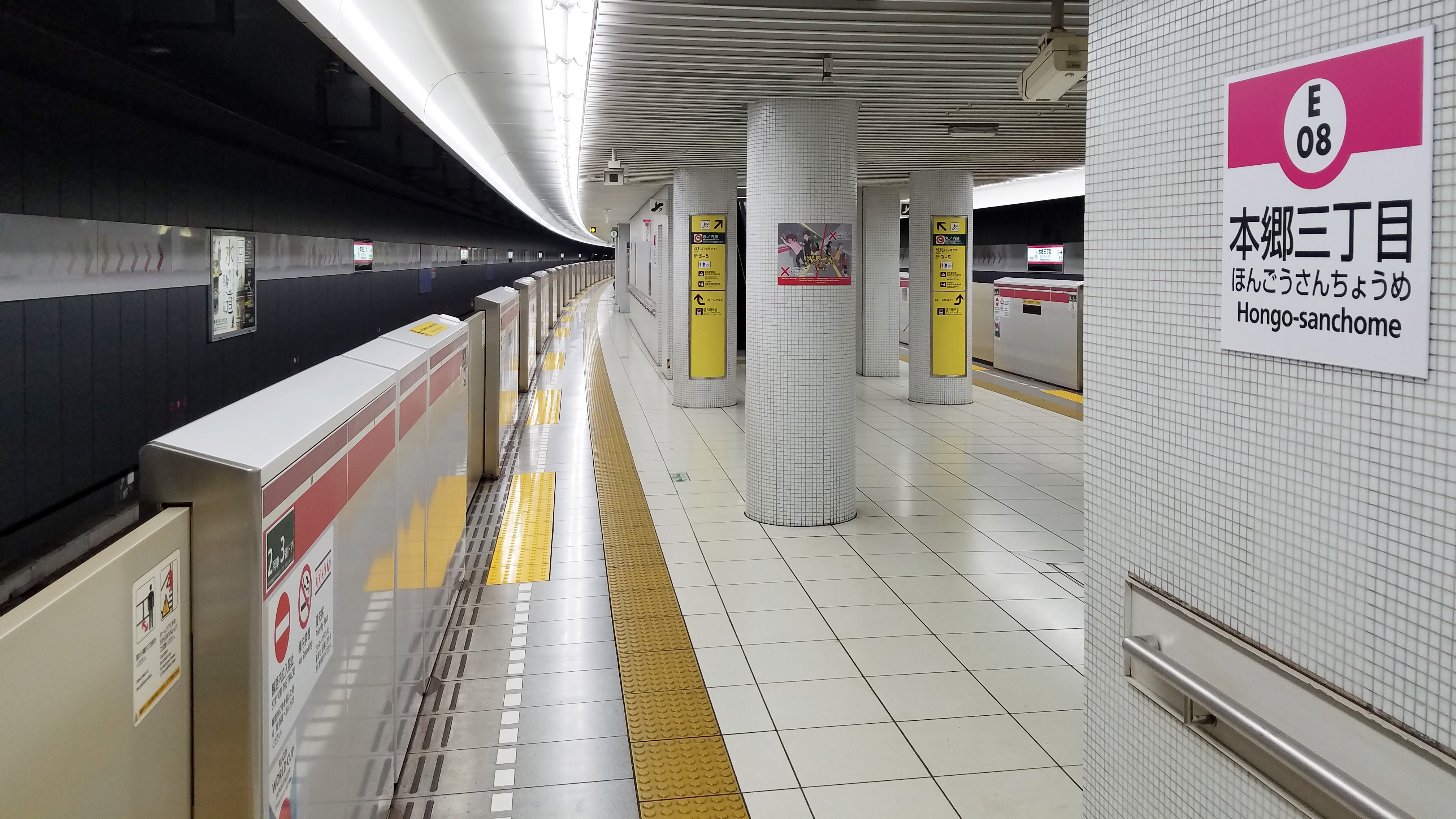
Quai de la ligne Ōedo

## À proximité
- Université de Tokyo